# Stefan Härtel
Stefan Härtel (* 6. Februar 1988 in Lauchhammer) ist ein deutscher Profiboxer im Supermittelgewicht. Er war bis 2014 Amateurboxer und Teilnehmer der Olympischen Sommerspiele 2012 in London.

## Amateurkarriere
Härtel begann im Alter von sieben Jahren beim Verein SV Lichtenberg 47, wo sein Vater als Trainer tätig war, mit dem Boxsport. Er wurde 2004 Deutscher Kadetten-Meister im Federgewicht, 2006 Deutscher Juniorenmeister im Mittelgewicht und erreichte einen 9. Platz bei der Junioren-Weltmeisterschaft 2006 in Agadir.
Bei den Erwachsenen wurde er 2007, 2009, 2010 und 2013 jeweils Deutscher Meister im Mittelgewicht, zudem gewann er 2011, 2012 und 2013 den Chemiepokal. Darüber hinaus vertrat er den Velberter BC in der 1. Bundesliga. 2011/12 boxte er für Leipzig Leopards und 2013 für German Eagles in der World Series of Boxing.
Bei den Militärweltspielen 2007 in Hyderabad gewann er Bronze, ebenso bei der EU-Meisterschaft 2008 in Władysławowo.
Bei der Weltmeisterschaft 2011 in Baku besiegte er Adem Kılıççı und Dschaba Chositaschwili, ehe er im Achtelfinale gegen den späteren Vizeweltmeister Ryōta Murata ausschied. Bei den Olympischen Spielen 2012 in London siegte er gegen Enrique Collazo und Darren O’Neill, ehe er im Viertelfinale gegen Anthony Ogogo unterlag und einen fünften Platz erreichte. Weitere fünfte Plätze errang er bei der Europameisterschaft 2013 in Minsk und der Weltmeisterschaft 2013 in Almaty.
Er gewann im Laufe seiner Karriere außerdem gegen Anthony Fowler, Hosam Bakr Abdin, Callum Smith, Esquiva Falcão und Dmitri Biwol.

## Profikarriere
Nach rund 200 Kämpfen wechselte Härtel im Mai 2014 zu den Profis und gewann sein dortiges Debüt am 16. August 2014. Er stand die ersten rund dreieinhalb Jahre beim Berliner Boxstall Sauerland Event unter Vertrag, befand sich in einer Trainingsgruppe mit Enrico Kölling sowie Tyron Zeuge und wurde von Karsten Röwer und Ulli Wegner betreut. Anfang 2018 wechselte er zum Magdeburger Boxstall SES-Boxing und wird dort von Stephan Kühne trainiert.
Nach 15 Siegen in Folge boxte er am 3. März 2018 in der Stadthalle Weißenfels um den Deutschen Meistertitel (BDB) im Halbschwergewicht, verlor jedoch knapp durch geteilte Punktentscheidung gegen Adam Deines.
Nach zwei weiteren Siegen traf er am 11. Mai 2019 in der Stadthalle Magdeburg auf den amtierenden EBU-Europameister im Supermittelgewicht, Robin Krasniqi (Kampfbilanz: 49-5), den er einstimmig nach Punkten besiegte und sich damit zum neuen Europameister krönte. Er legte den Titel jedoch im Anschluss nieder, ohne diesen verteidigt zu haben.
Am 16. November 2019 siegte er in Halle (Saale) durch TKO gegen David Zegarra (34-3) und wurde WBO-Intercontinental-Champion im Supermittelgewicht.

## Sonstiges
Stefan Härtel ist in Berlin-Lichtenberg aufgewachsen, verheiratet und Vater einer Tochter. Neben seiner Profikarriere absolviert er ein Lehramtsstudium an der Humboldt-Universität zu Berlin (Stand: Juni 2019). Vor dem Boxen übte er Judo und Fußball aus.

## Liste der Profikämpfe
| 20 Siege (3 K. o.-Siege), 1 Niederlagen (0 TK. o.-Niederlagen) |               |                                                  |                      |                                                       |
| Jahr                                                           | Tag           | Halle/Ort                                        | Gegnerin / Kampfziel | Ergebnis für Härtel                                   |
| 2014                                                           | 16. August    | Erfurter Messe, Erfurt, Deutschland              | Olegs Fedotovs       | Punktsieg (einstimmig) / 6 Runden                     |
| 2014                                                           | 27. September | Sparkassen-Arena, Kiel, Deutschland              | Leo Tchoula          | Sieg / Disqualifikation 4. Runde                      |
| 2014                                                           | 6. Dezember   | EWE Arena, Oldenburg, Deutschland                | Zoltan Surman        | Punktsieg (einstimmig) / 6 Runden                     |
| 2015                                                           | 21. Februar   | O2 World Berlin, Berlin, Deutschland             | Baptiste Castegnaro  | Punktsieg (einstimmig) / 6 Runden                     |
| 2015                                                           | 21. März      | Stadthalle Rostock, Rostock, Deutschland         | Volodymyr Borovskyy  | Punktsieg (einstimmig) / 6 Runden                     |
| 2015                                                           | 18. Juli      | Gerry-Weber-Stadion, Halle (Westf.), Deutschland | Maurice Possiti      | Punktsieg (einstimmig) / 6 Runden                     |
| 2015                                                           | 5. September  | EnergieVerbund Arena, Dresden, Deutschland       | Ivan Jukic           | Punktsieg (einstimmig) / 6 Runden                     |
| 2016                                                           | 9. Januar     | Baden-Arena, Offenburg, Deutschland              | Jozsef Racz          | Punktsieg (einstimmig) / 6 Runden                     |
| 2016                                                           | 12. März      | Jahnsportforum, Neubrandenburg, Deutschland      | Tobias Webb          | Punktsieg (einstimmig) / 8 Runden                     |
| 2016                                                           | 7. Mai        | Barclaycard Arena, Hamburg, Deutschland          | Ruslan Schelev       | Punktsieg (einstimmig) / 8 Runden                     |
| 2016                                                           | 16. Juli      | Max-Schmeling-Halle, Berlin, Deutschland         | Mateo Damian Veron   | Punktsieg (einstimmig) / 8 Runden                     |
| 2016                                                           | 5. November   | MBS Arena Potsdam, Potsdam, Deutschland          | Adasat Rodriguez     | Punktsieg (einstimmig) / 10 Runden                    |
| 2017                                                           | 21. Januar    | Struer Arena, Struer, Dänemark                   | Tomasz Gargula       | Sieg / TKO 8. Runde                                   |
| 2017                                                           | 17. Juni      | Rittal Arena Wetzlar, Wetzlar, Deutschland       | Patrick Mendy        | Punktsieg / 10 Runden                                 |
| 2017                                                           | 7. Oktober    | Hanns-Martin-Schleyer Halle, Stuttgart           | Viktor Polyakov      | Punktsieg / 10 Runden                                 |
| 2018                                                           | 3. März       | Stadthalle, Weissenfels                          | Adam Deines          | Niederlage nach Punkten Titelkampf der BDB            |
| 2018                                                           | 21. April     | Estrel Convention Center, Berlin-Neukölln        | Dominik Landgraf     | Sieg / TKO 4. Runde                                   |
| 2018                                                           | 2. Juni       | weeArena, Bad Toelz                              | Emmanuel Feuzeu      | Punktsieg / 8 Runden                                  |
| 2019                                                           | 11. Mai       | Stadthalle, Magdeburg                            | Robin Krasniqi       | Punktsieg / 12 Runden Titelkampf der EBU              |
| 2019                                                           | 16. November  | Halle Messe Arena, Halle (Saale)                 | David Zegarra        | Sieg nach Aufgabe Interkontinental-Titelkampf der WBO |
| Quelle: Stefan Härtel in der BoxRec-Datenbank                  |               |                                                  |                      |                                                       |